# XIV Giochi del Mediterraneo
I XIV Giochi del Mediterraneo si sono svolti a Tunisi, Tunisia dal 2 al 15 settembre 2001.
Tunisi, prima città ad ospitare per due volte la manifestazione, la prima nel 1967, ha celebrato i 50 anni dei Giochi del Mediterraneo stabilendo il record di nazioni partecipanti: 23
Le gare relative a 24 discipline sportive hanno avuto luogo non solo nella capitale della Tunisia, ma soprattutto a Radès e Manouba. Sempre a Rades è stato costruito il villaggio olimpico. Altre sedi: Sfax, El Menzah, e Biserta.

## Partecipanti
Hanno partecipato alla competizione 2991 atleti, di cui 1972 uomini e 1019 donne, provenienti da 23 distinti Paesi. Andorra e Giordania hanno partecipato in qualità di Paesi invitati.
| Nazione              | Uomini | Donne | Totale |
| -------------------- | ------ | ----- | ------ |
| Albania              | 26     | 26    | 42     |
| Algeria              | 125    | 30    | 155    |
| Andorra              | 5      | 4     | 9      |
| Bosnia ed Erzegovina | 24     | 2     | 26     |
| Croazia              | 94     | 40    | 134    |
| Cipro                | 50     | 16    | 66     |
| Egitto               | 51     | 18    | 69     |
| Francia              | 190    | 113   | 303    |
| Grecia               | 199    | 139   | 338    |
| Italia               | 201    | 128   | 329    |
| Giordania            | 13     | 7     | 20     |
| Libia                | 33     | 0     | 33     |
| Libano               | 33     | 26    | 59     |
| Marocco              | 90     | 27    | 117    |
| Malta                | 12     | 4     | 16     |
| Monaco               | 6      | 1     | 7      |
| San Marino           | 38     | 13    | 51     |
| Serbia e Montenegro  | 91     | 52    | 134    |
| Slovenia             | 84     | 49    | 133    |
| Spagna               | 172    | 129   | 301    |
| Siria                | 74     | 2     | 76     |
| Tunisia              | 194    | 109   | 303    |
| Turchia              | 167    | 94    | 143    |
| Totale (23 Paesi)    | 1972   | 1019  | 2991   |

## Discipline sportive
- Atletica leggera (dettagli)
- Bocce (dettagli)
- Calcio (dettagli)
- Canottaggio (dettagli)
- Ciclismo (dettagli)
- Ginnastica artistica (dettagli)
- Golf (dettagli)
- Judo (dettagli)
- Karate (dettagli)
- Lotta (dettagli)
- Nuoto (dettagli)
- Pallacanestro (dettagli)
- Pallamano (dettagli)
- Pallanuoto (dettagli)
- Pallavolo (dettagli)
- Pugilato (dettagli)
- Scherma (dettagli)
- Sollevamento pesi (dettagli)
- Tennis (dettagli)
- Tennistavolo (dettagli)
- Tiro (dettagli)
- Vela (dettagli)